# Pizsihősök
A Pizsihősök (eredeti cím: PJ Masks) 2015-től futó brit-francia  számítógépes animációs televíziós akciósorozat, amelyet Romuald Racioppo alkotott.
A sorozat premierje 2015. szeptember 18-án volt a Disney Junioron az Egyesült Államokban. Franciaországban a France 5 mutatta be 2015. december 18-án. Magyarországon a Disney Junior 2016. március 26-án mutatta be. A Disney Channel 2017. október 14-én mutatta be.

## Cselekmény
Amaya, Greg és Connor az éjszaka szuperhős csapata Pizsihősök néven. Meg kell védeniük a várost Romeotól, Hold lánytól és Sötét nindzsától.

## Szereplők

### Pizsihősök
| Szereplő        | Eredeti hang                        | Magyar hang                                            |
| --------------- | ----------------------------------- | ------------------------------------------------------ |
| Greg / Gekkó    | Kyle Harrison Breitkopf (1-3. évad) | Ács Balázs (1. évad) Gáll Dávid (2. évad-)             |
| Greg / Gekkó    | Benjamin Hum (4. évadtól)           | Ács Balázs (1. évad) Gáll Dávid (2. évad-)             |
| Connor / Macska | Jacob Ewaniuk (1. évad)             | Berecz Kristóf Uwe (1. évad) Maszlag Bálint (2. évad-) |
| Connor / Macska | Jacob Ursomarzo (2-3. évad)         | Berecz Kristóf Uwe (1. évad) Maszlag Bálint (2. évad-) |
| Connor / Macska | Roman Lutterotti (3-4. évad)        | Berecz Kristóf Uwe (1. évad) Maszlag Bálint (2. évad-) |
| Connor / Macska | Evan O'Donnell (5. évadtól)         | Berecz Kristóf Uwe (1. évad) Maszlag Bálint (2. évad-) |
| Amaya / Bagoly  | Addison Holley                      | Boldog Emese (1. évad) Hegedűs Johanna (2. évad-)      |

### Gonoszok
| Szereplő      | Eredeti hang                  | Magyar hang                                                 |
| ------------- | ----------------------------- | ----------------------------------------------------------- |
| Romeo         | Alex Thorne (1. évad)         | Pál Dániel Máté (1. évad) Pálinkás Márton Balázs (2. évad-) |
| Romeo         | Carter Thorne (2-3. évad)     | Pál Dániel Máté (1. évad) Pálinkás Márton Balázs (2. évad-) |
| Romeo         | Simon Pirso (3-4. évad)       | Pál Dániel Máté (1. évad) Pálinkás Márton Balázs (2. évad-) |
| Romeo         | Callum Shoniker (5. évadtól)  | Pál Dániel Máté (1. évad) Pálinkás Márton Balázs (2. évad-) |
| Sötét nindzsa | Trek Buccino (1. évad)        | Császár András (1. évad) Kelemen Noel (2. évad-)            |
| Sötét nindzsa | Devan Cohen (2-3. évad)       | Császár András (1. évad) Kelemen Noel (2. évad-)            |
| Sötét nindzsa | Jacob Soley (3. évad felétől) | Császár András (1. évad) Kelemen Noel (2. évad-)            |
| Hold lány     | Brianna D'Aguanno             | Laudon Andrea                                               |
| Romeo Robotja | Ron Pardo                     | Faragó József                                               |
| Cameron       | Tristan Samuel (1. évad)      | Boldog Gábor (1. évad) Égner Milán (2. évad-)               |
| Cameron       | Jonah Wineberg (2. évad)      | Boldog Gábor (1. évad) Égner Milán (2. évad-)               |
| Cameron       | Tyler Nathan (3. évadtól)     | Boldog Gábor (1. évad) Égner Milán (2. évad-)               |

## Évados áttekintés
| Évad | Évad | Epizódok | Eredeti sugárzás     | Eredeti sugárzás  | Magyar sugárzás (Disney Jr.) | Magyar sugárzás (Disney Jr.) | Magyar sugárzás (Disney Channel) | Magyar sugárzás (Disney Channel) |
| Évad | Évad | Epizódok | Évadpremier          | Évadfinálé        | Évadpremier                  | Évadfinálé                   | Évadpremier                      | Évadfinálé                       |
| ---- | ---- | -------- | -------------------- | ----------------- | ---------------------------- | ---------------------------- | -------------------------------- | -------------------------------- |
|      | 1    | 26       | 2015. szeptember 18. | 2017. február 17. | 2016. május 26.              | megszűnt a csatorna          | 2017. október 14.                | 2018. február 27.                |
|      | 2    | 26       | 2018. január 15.     | 2019. március 22. | megszűnt a csatorna          | megszűnt a csatorna          | TBA                              | TBA                              |
|      | 3    | 26       | 2019. április 19.    | 2020. március 13. | megszűnt a csatorna          | megszűnt a csatorna          | TBA                              | TBA                              |
|      | 4    | 25       | 2020. május 15.      | 2021. június 7.   | megszűnt a csatorna          | megszűnt a csatorna          | TBA                              | TBA                              |
|      | 5    | TBA      | 2021. augusztus 13.  | TBA               | megszűnt a csatorna          | megszűnt a csatorna          | TBA                              | TBA                              |